# احسان قهاری
احسان قهاری (زادهٔ ۲۷ خرداد ۱۳۷۷ در قائم‌شهر) یک بازیکن فوتبال اهل ایران است که در پست دفاع راست بازی می‌کند.

## افتخارات

### نساجی مازندران
- جام حذفی(۱): ۰۱–۱۴۰۰